# 思茅厚皮香
思茅厚皮香（学名：Ternstroemia simaoensis）为山茶科厚皮香属下的一个种。

## 扩展阅读
- 維基物種上的相關：思茅厚皮香